# Rollergames
Rollergames är ett arkadspel från Konami, utgivet 1990 och då baserat på TV-serien med samma namn.
En NES-version gjordes också, och spelet blev då ett sidscrollande actionspel. Handlingen i NES-versionen bygger på att rullskridskosporten infiltrerats av den kriminella organisationen "VIPER", vilka mutat tre lag i serien och kidnappat grundaren Emerson Skeeter Bankhead. Man väljer vilket lag man vill tillhöra, och ger sig ut på stadens gator för att stoppa Viper.

### Fotnoter
1. 1 2  ”Rollergames”. NES DB. 27 februari 1990. Arkiverad från originalet den 2 maj 2014. https://web.archive.org/web/20140502004641/http://www.nesdb.se/game_more.php?id=1234&rid=1. Läst 30 april 2014.